# Love & History
«Love & History» — четвертий сингл японської співачки і сейю Нани Мідзукі, випущений 1 травня 2002 року.

## Список композицій
1. «Love & History» — 4:34
2. «Summer Sweet» — 4:56
3. «Love & History» (Vocalless Ver.) — 4:34
4. «Summer Sweet» (Vocalless Ver.) — 4:56